# Saison 5 de Blindspot
Chronologie
Saison 4
Cet article présente les épisodes de la cinquième et dernière saison de la série télévisée américaine Blindspot.

## Synopsis
L'équipe de Weller est désignée comme rebelle et traquée par le FBI alors que Madeline Burke parvient à s'innocenter et à prendre la tête du comité de surveillance citoyenne de l'antenne du FBI de New York. Ayant survécu à l'attaque de drones, l'équipe ne peut compter que sur elle-même tout en étant soutenue par Matthew Weitz, le directeur du FBI qui joue un double jeu.

## Diffusion
- Aux États-Unis, la saison est diffusée depuis le 7 mai 2020 sur le réseau NBC.
- Au Canada, la saison est diffusée en simultané sur le réseau CTV.
- A La Réunion ,  cette saison sera diffusée sur Antenne Réunion à partir du 31 Mai 2022, deux épisodes en prime-time tous les mardis.

## Distribution

### Acteurs principaux
- Jaimie Alexander (VF : Karine Texier) : Jane Doe / Alice « Remy » Kruger
- Sullivan Stapleton (VF : Xavier Fagnon) : Kurt Weller
- Rob Brown (VF : Frédéric Kontogom) : Agent Edgar Reade (épisode 1)
- Audrey Esparza (VF : Marion Valantine) : Agent Natasha « Tasha » Zapata
- Ashley Johnson (VF : Julia Boutteville) : William Patterson
- Ennis Esmer (VF : Julien Sibre) : Rich Dotcom / Gord Enver
- Mary Elizabeth Mastrantonio (VF : Marina Moncade) : Madeline Burke

### Acteurs récurrents et invités
- Aaron Abrams : Matthew Weitz
- Ami Sheth : Afreen
- Julee Cerda : Ivy Sands

## Liste des épisodes

### Épisode 1: Trouvez-les  tous
- États-Unis /  Canada : 7 mai 2020 sur NBC / CTV

- États-Unis : 2,14 millions de téléspectateurs[1] (première diffusion)

- Ajay Naidu : Shohid Ahktar
- Robert Baker : Rafael Pierce
- George Deihl Jr. : Homme terrifié
- Piano Cea : Agent Raylan

### Épisode 2: Le détonateur
- États-Unis /  Canada : 14 mai 2020 sur NBC / CTV

- États-Unis : 1,87 million de téléspectateurs[2] (première diffusion)

- Bill Nye : (lui-même)
- Anjali Bhimani : Susan Shah
- Dennis Flanagan : Logan
- Amy Margaret Wilson : Briana
- Cameron Pow : Représentant du forum

### Épisode 3: L'ennemi est dans la place
- États-Unis /  Canada : 28 mai 2020 sur NBC / CTV

- États-Unis : 1,81 million de téléspectateurs[3] (première diffusion)

- Amy Margaret Wilson (Briana)
- Cindy Cheung (Dr Kerry Coleman)
- Kyle Vincent Terry (Zico Faulhaber)

### Épisode 4: Mémoire sélective
- États-Unis /  Canada : 4 juin 2020 sur NBC / CTV

- États-Unis : 1,98 million de téléspectateurs[4] (première diffusion)

- Cindy Cheung : Dr Kerry Coleman
- John Hodgman : Jonas Fischer
- Joey Parsons : Scientifique
- Carrie St. Louis : Random Lab Tech

### Épisode 5: Les Démons de Weller
- États-Unis /  Canada : 11 juin 2020 sur NBC / CTV

- États-Unis : 1,83 million de téléspectateurs[5] (première diffusion)

- François Arnaud (Oscar)
- Jay O. Sanders (Bill Weller)
- David Clayton Rogers (Ice Cream)
- Brontë England-Nelson (Bethany)

### Épisode 6: Hors cadre
- États-Unis /  Canada : 18 juin 2020 sur NBC / CTV

- États-Unis : 1,82 million de téléspectateurs[6] (première diffusion)

- Anjali Bhimani (Susan Shah)
- David Clayton Rogers (Ice Cream)

### Épisode 7: Un allié à l'intérieur
- États-Unis /  Canada : 25 juin 2020 sur NBC / CTV

- États-Unis : 1,86 million de téléspectateurs[7] (première diffusion)

### Épisode 8: L'Autre Plan B
- États-Unis /  Canada : 2 juillet 2020 sur NBC / CTV

- États-Unis : 1,86 million de téléspectateurs[8] (première diffusion)

### Épisode 9: Le Temps des aveux
- États-Unis /  Canada : 9 juillet 2020 sur NBC / CTV

- États-Unis : 2,37 millions de téléspectateurs[9] (première diffusion)

### Épisode 10: Virtuose Virtuelle
- États-Unis /  Canada : 16 juillet 2020 sur NBC / CTV

- États-Unis : 1,78 million de téléspectateurs[9] (première diffusion)

### Épisode 11: On efface tout
- États-Unis /  Canada : 23 juillet 2020 sur NBC / CTV

- États-Unis : 1,697 million de téléspectateurs[10] (première diffusion)